# Schubertstraße 36 (Weimar)

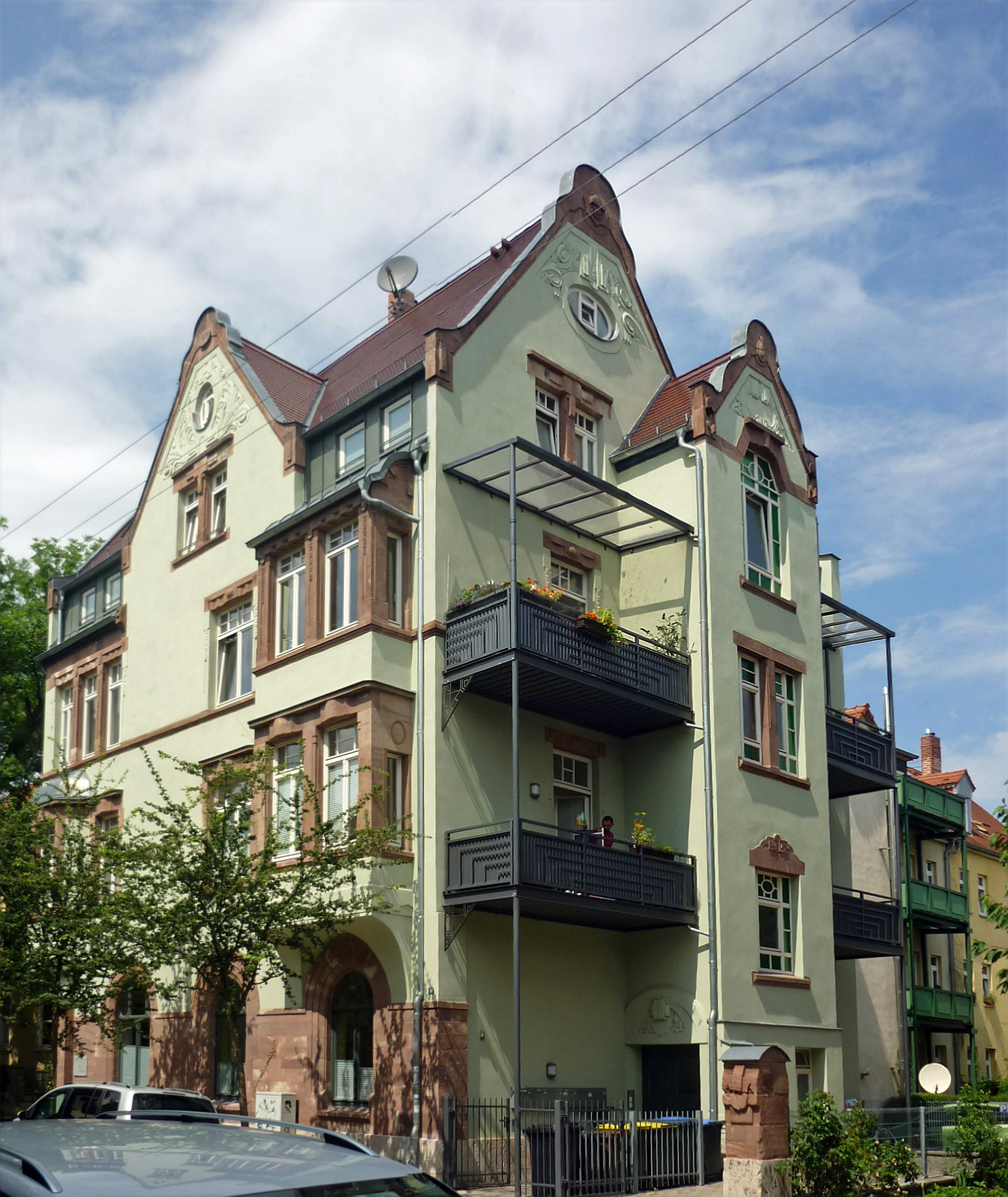
Schubertstraße 36

Die Schubertstraße 36 in der Westvorstadt von Weimar wurde 1904/05 nach dem Entwurf von Rudolf Zapfe errichtet. Das Gebäude steht an der Kreuzung zur Richard-Wagner-Straße.

## Geschichte
Das Gebäude besitzt mehrere Erker. Die Dachgiebel sind reich verziert, wie es typisch für Rudolf Zapfe ist. Das Haus wurde vielfältig genutzt. Laut dem Weimarer Adreßbuch von 1906 gehörte es dem Konsum-Verein. Der Gesellschaftsform nach war der Konsumverein eine eingetragene Genossenschaft mit beschränkter Haftung (eGmbH), der im Erdgeschoss eine Geschäftsstelle hatte. Der Konsum-Verein war wahrscheinlich auch der Bauherr, der es als Lager III nutzte. Das blieb es bis zu DDR-Zeiten. War es zu DDR-Zeiten noch Konsum, beherbergte es nach der Wende es vor allem studentische Wohngemeinschaften sowie das Theaterhaus Weimar. Heute befindet sich darin außer Wohnungen im Erdgeschoss das Yoga Zentrum Weimar.
Im Gebäude gibt es auch eine Anwaltskanzlei.
Das Gebäude wurde 2007/08 umfassend saniert.
Das Gebäude steht auf der Liste der Kulturdenkmale in Weimar.

Koordinaten: 50° 58′ 40″ N, 11° 19′ 12″ O